# Bernwiller
Bernwiller (en alsacià Barnwiller) és un municipi francès, situat a la regió del Gran Est, al departament de l'Alt Rin. L'any 2004 tenia 612 habitants.

## Demografia
| 1962 | 1968 | 1975 | 1982 | 1990 | 1999 |
| ---- | ---- | ---- | ---- | ---- | ---- |
| 348  | 372  | 391  | 397  | 447  | 599  |

## Administració
| Període   | Identitat         | Partit |
| --------- | ----------------- | ------ |
| 1984-2001 | Clément Meyer     |        |
| 2001-     | Philippe Schittly |        |